# 五戸町立上市川小学校
五戸町立上市川小学校（ごのへちょうりつかみいちかわしょうがっこう）は、青森県三戸郡五戸町大字上市川にある公立小学校。

## 沿革
- 1875年（明治8年）9月1日 - 上市川村の民家を借用し、上市川小学として発足。
- 1887年（明治20年） - 上市川簡易小学校と改称。
- 1892年（明治25年） - 上市川尋常小学校と改称。
- 1894年（明治27年） - 御兵糧1番地に校舎新築。
- 1901年（明治34年） - 高等科を併置し、上市川尋常高等小学校と改称。
- 1919年（大正8年） - 校舎増改築。
- 1938年（昭和13年）12月16日 - 校舎焼失。
- 1940年（昭和15年） - 新校舎落成。
- 1941年（昭和16年）4月1日 - 国民学校令により、上市川国民学校と改称。
- 1947年（昭和22年）4月1日 - 学制改革により、川内村立上市川小学校と改称。同日、川内村立川内中学校を併置し、高等科生を中学校に移籍。
- 1948年（昭和23年）2月1日 - 併置の川内中学校が、独立校舎に移転。
- 1955年（昭和30年）7月1日 - 川内村の五戸町への合併により、五戸町立上市川小学校と改称。
- 1961年（昭和36年） - 校歌制定。
- 1962年（昭和37年） - 校章制定。
- 1969年（昭和44年） - 新校舎・体育館落成。
- 1997年（平成9年） - 学校所在地が、御兵糧1番地から御兵糧3番地に変更[1]。
- 2013年（平成25年）3月26日 - 地震補強工事竣工[2]。

## 通学区域
- 五戸町上市川地区

## アクセス
- 五戸町コミュニティバス「上市川線・池ノ堂総合病院線」・「五戸八戸線」、南部バス「八戸駅 - (五戸)中央線」で、「上市川小学校前」バス停下車。

## 周辺
- 青森県道15号橋向五戸線
- 五戸川

## 主な進学先
- 五戸町立川内中学校

## 参考資料
- 『青森県教育史 別巻』（青森県教育委員会・1973年12月20日発行）「学校沿革 小学校」849頁「上市川小学校」（1969年の内容まで）